# ویلیام ئی. چیلتون
ویلیام ئی. چیلتون (به انگلیسی: William Edwin Chilton) سناتور سابق عضو حزب دموکرات ایالات متحده آمریکا بود. وی در سال ۱۹۱۱ تا ۱۹۱۷ میلادی سناتور ایالت ویرجینیای غربی در سنای ایالات متحده آمریکا بود.